# Tell Me You Love Me (singolo)
Tell Me You Love Me è un singolo della cantante statunitense Demi Lovato, pubblicato il 14 novembre 2017 come secondo estratto dal sesto album in studio omonimo.

## Descrizione
Il brano è stato composto da John Hill, Kirby Lauryen e Ajay Bhattacharya.

## Promozione
Il 5 ottobre 2017 la cantante ha presentato il brano per la prima volta in televisione al The Today Show. Il 12 novembre 2017 ha cantato un medley di Sorry Not Sorry e Tell Me You Love Me agli MTV Europe Music Awards 2017.

## Video musicale
Il video musicale è stato pubblicato su VEVO e YouTube il 1º dicembre 2017 e vede come protagonisti Lovato e Jesse Williams. Diretto da Mark Pellington, racconta la storia d'amore di una coppia propensa a sposarsi, che però presenta profondi problemi, come la gelosia e la fiducia persa. Al termine del video la cantante viene lasciata all'altare il giorno delle nozze, e perciò la richiesta presente nel titolo del brano (Oh dimmi che mi ami) non trova ascolto.
Il video ha ricevuto 6.5 milioni di visualizzazioni nelle prime 24 ore dalla sua pubblicazione.